# Malcolm Brough
Malcolm "Mal" Brough (ur. 29 grudnia 1961 w Brisbane) – australijski polityk, członek Liberalnej Partii Australii (LPA). W latach 1996–2007 i ponownie w latach 2013-2016 poseł do Izby Reprezentantów. W latach 2006–2007 członek czwartego gabinetu Johna Howarda.

## Życiorys

### Kariera zawodowa
W latach 1979–1987 służył w Australian Army, którą opuścił w stopniu kapitana. Następnie przez osiem lat pracował w prywatnym biznesie.

### Kariera polityczna
W 1996 został po raz pierwszy wybrany do parlamentu federalnego jako kandydat LPA w okręgu wyborczym Longman. W latach 1998, 2001 i 2004 uzyskiwał reelekcje na kolejne kadencje. W latach 2000–2001 był wiceministrem zatrudnienia, relacji w miejscu pracy i małych przedsiębiorstw w randze parlamentarnego sekretarza. W 2001 został awansowany do rangi ministra nie wchodzącego w skład gabinetu i objął nadzór nad służbami pośrednictwa pracy. Równolegle w latach 2003-2004 był wiceministrem obrony. Następnie od 2004 do 2006 był wiceministrem w resorcie skarbu, gdzie odpowiadał za służby podatkowe. W styczniu 2006 premier John Howard awansował go do składu swojego gabinetu i powierzył mu stanowisko ministra ds. rodzin, służb społecznych i ludności rdzennej. Pełnił ten urząd aż do grudnia 2007, kiedy stracił mandat parlamentarny w przegranych przez LPA wyborach.
Po sześciu latach spędzonych poza parlamentem, w 2013 został kandydatem Liberal National Party of Queensland (partii powstałej z fuzji stanowych struktur LPA i NPA w Queensland) w okręgu wyborczym Fisher. Uzyskał ponowny wybór do Izby Reprezentantów, zaś od września 2015 był członkiem szerokiego składu rządu premiera Malcolma Turnbulla jako specjalny minister stanu oraz wiceminister obrony ds. zaopatrzenia i badań, nie należał jednak do gabinetu. W grudniu 2015 zrezygnował z zasiadania w rządzie, gdy wyszło na jaw, iż jest podejrzanym w prowadzonym przez policję federalną śledztwie w sprawie nielegalnego kopiowania poufnych materiałów. Dwa miesiące później ogłosił, iż nie będzie ubiegał się o reelekcję podczas kolejnych wyborów parlamentarnych, skutkiem czego w lipcu 2016 znalazł się na politycznej emeryturze.